# Truy vết tiếp xúc
Trong y tế công cộng, truy vết tiếp xúc hay truy tìm tiếp xúc, theo dõi các tiếp xúc, theo dõi các liên hệ là quá trình xác định những người có thể đã tiếp xúc với người bị nhiễm bệnh ("các tiếp xúc") và thu thập thêm thông tin về những tiếp xúc này. Bằng cách lần lượt truy vết những người tiếp xúc với những người bị nhiễm bệnh, xét nghiệm sự lây nhiễm của họ, cách ly hoặc điều trị những người bị nhiễm bệnh và lần lượt truy tìm những người tiếp xúc với họ, y tế công cộng nhằm mục đích giảm thiểu sự lây nhiễm trong dân số. Các bệnh mà truy vết tiếp xúc thường được thực hiện bao gồm bệnh lao, các bệnh nhiễm trùng có thể phòng ngừa bằng vắc xin như bệnh sởi, bệnh lây truyền qua đường tình dục (bao gồm cả HIV), bệnh lây truyền qua đường máu, bệnh ebola, một số bệnh nhiễm trùng do vi khuẩn nghiêm trọng và các bệnh nhiễm trùng mới (ví dụ: SARS-CoV, H1N1 và COVID-19). Mục tiêu của theo dõi liên hệ là:
- Để làm gián đoạn sự lây truyền đang diễn ra và giảm sự lây lan của nhiễm trùng
- Để cảnh báo những người tiếp xúc về khả năng lây nhiễm và cung cấp các dịch vụ phòng ngừa hoặc chăm sóc dự phòng
- Cung cấp chẩn đoán, tư vấn và điều trị cho những người đã bị nhiễm bệnh
- Nếu nhiễm trùng có thể điều trị được, để giúp ngăn ngừa sự tái nhiễm của bệnh nhân bị nhiễm ban đầu
- Để tìm hiểu về dịch tễ học của một căn bệnh ở một nhóm dân số cụ thể

Truy vết tiếp xúc đã là một trụ cột của kiểm soát bệnh truyền nhiễm trong sức khỏe cộng đồng trong nhiều thập kỷ. Ví dụ, việc loại bỏ bệnh đậu mùa đã đạt được không phải bằng cách tiêm chủng toàn dân, mà bằng cách truy tìm tiếp xúc toàn diện để tìm tất cả những người bị nhiễm bệnh. Tiếp theo là cách ly những người bị nhiễm bệnh và tiêm chủng cho cộng đồng xung quanh và những người tiếp xúc có nguy cơ mắc bệnh đậu mùa.
Thông báo bạn tình, còn được gọi là chăm sóc bạn tình, là một tập hợp con của việc theo dõi tiếp xúc nhằm mục đích cụ thể là thông báo cho bạn tình về người bị nhiễm bệnh và giải quyết nhu cầu sức khỏe của họ.